# Nico Cirasola
Nico Cirasola (Gravina in Puglia, 27 maggio 1951 – Roma, 3 aprile 2023) è stato un regista, attore, sceneggiatore e produttore cinematografico italiano.

## Biografia
Si interessò già da giovanissimo al mondo del cinema e nel 1982 curò il libro Da Angelo Musco a Massimo Troisi. Il cinema comico meridionale per Edizioni Dedalo. Debuttò a 38 anni, accanto a Renzo Arbore, in Odore di pioggia (1989). Continuò poi ad abbinare regia e interpretazione in Corsica (1991) e in Da do da (che in dialetto barese significa “da qua a là”, 1994). Recitò, quindi, nel 1995 in due film: in Un altro giorno ancora interpretò un portiere d'albergo e ne L'estate di Bobby Charlton ebbe il ruolo di un cameriere. Nel 2000 fu l'interprete di Sangue vivo.
Dopo queste esperienze, decise di ritornare alla regia con Albania blues (2000), poi con Bell'epoker (2003–2004) e infine con Focaccia blues (2009). In questi lavori si distinse per lo stile asciutto relativamente a scene, ambienti, personaggi, narrazione e dialoghi. Nel 2010 firmò il corto Signor Gi Bi, sulla vita di Gino Boccasile.
Dopo essere guarito da una grave malattia, è morto improvvisamente a Roma il 3 aprile 2023 a 71 anni.

## Filmografia

### Attore
- Odore di pioggia (1989)
- Un altro giorno ancora, regia di Tonino Zangardi (1995)
- L'estate di Bobby Charlton, regia di Massimo Guglielmi (1995)
- Il mio nome è Nico Cirasola, regia di Giovanni Piperno (1998), documentario
- Albania blues (2000)
- Sangue vivo, regia di Edoardo Winspeare (2000)
- Francesca e Nunziata, regia di Lina Wertmüller (2001), film TV
- Bell'epoker (2003)
- Signor Gi Bi (2010), cortometraggio
- Se sei così ti dico sì, regia di Eugenio Cappuccio (2011)
- The Wholly Family, cortometraggio, regia di Terry Gilliam (2011)
- Il pasticciere, regia di Luigi Sardiello (2012)
- Varichina - La vera storia della finta vita di Lorenzo De Santis, regia di Mariangela Barbanente e Antonio Palumbo (2016)

### Regista e sceneggiatore
- Odore di pioggia (1989)
- Stonde, Stonde, le ortiche di Seneca, episodio del film Corsica (1991)
- Da do da (1994)
- Albania blues (2000)
- Bell'epoker (2003)
- Focaccia blues (2009)
- Signor Gi Bi - cortometraggio (2010)
- Rudy Valentino - Divo dei divi (2017)